# Sd.Kfz. 7/2
Sd.Kfz. 7/2 - 3,7cm Flak 36 auf Selbstfahrlafette – niemieckie samobieżne działo przeciwlotnicze z okresu II wojny światowej.

## Historia
W 1942 roku zbudowano na podwoziu półgąsienicowego ciągnika artyleryjskiego Sd.Kfz. 7 w wersji opancerzonej samobieżne działo przeciwlotnicze przez umieszczenie na platformie z tyłu pojazdu działa przeciwlotniczego 3,7cm FlaK 36 kalibru 37 mm. Wcześniej działa te były montowane na podwoziach lżejszych ciągników Sd.Kfz.6 (pojazd Sd.Kfz. 6/2).
Produkcję seryjną pojazdów rozpoczęto w 1942 i trwała ona do 1945 roku. W tym czasie wyprodukowano około 1000 pojazdów tego typu. Pojazd miał lekko opancerzoną kabinę kierowcy oraz płytę pancerną z przodu, przed chłodnicą silnika.

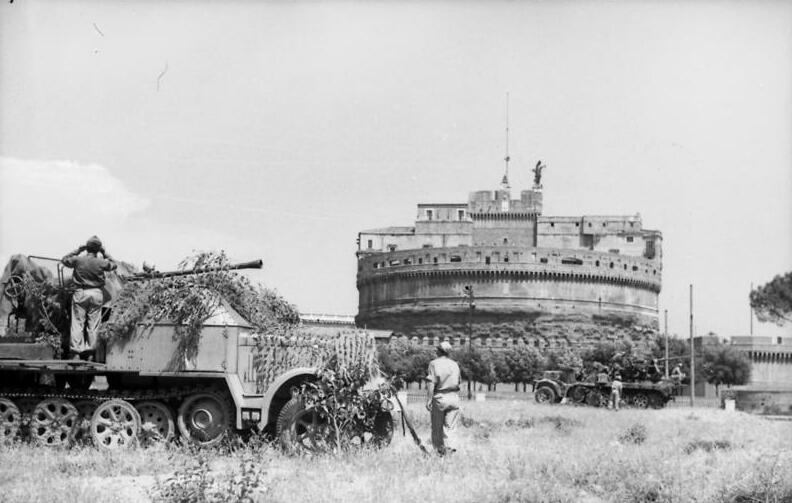
SdKfz.7/2

## Służba
Działo Sd.Kfz. 7/2 wprowadzone zostało do użycia w 1942 roku do pododdziałów artylerii przeciwlotniczej, gdzie służyły do walki z nisko latającymi samolotami przeciwnika, jak również do niszczenia celów naziemnych. Użytkowano je do zakończenia II wojny światowej.

## Eksponaty muzealne
Armata 37 mm z pojazdu Sd.Kfz. 7/2 znajduje się w ekspozycji Pomorskiego Muzeum Wojskowego w Bydgoszczy.
Wrak transportera Sd.Kfz. 7/2 został w 2002 roku wydobyty z rzeki Pilicy i znajduje się w ekspozycji Muzeum Polskiej Techniki Wojskowej w Warszawie.